# Camamilla
|  | Per a altres significats, vegeu «Camamilla (desambiguació)». |

|  | No s'ha de confondre amb Camamilla vera. |

La camamilla (Matricaria chamomilla) és una planta herbàcia anual de la família de les asteràcies. Espècie originària d'Europa Meridional i Oriental així com d'Orient Pròxim, en l'actualitat es troba a tot Europa, Amèrica i Austràlia. El fàrmac comercial prové quasi exclusivament de cultius, sobretot de l'Argentina, Egipte, Bulgària, Hongria i en menor proporció d'Espanya, Txèquia, Eslovàquia, Alemanya i Itàlia. A Catalunya es troba principalment a la Garrotxa, Baix Empordà, la Selva del Baix Llobregat, Baix Ebre, Osona, el Bages, l'Urgell, el Segrià, la Noguera; i al País Valencià a l'Alt Maestrat, la Foia de Bunyol i l'Alcoià. També es coneix com a camamil·la, camamirla o majola.
Quant al nom científic, Matricaria del llatí matrix, matriu o úter, fa referència a les propietats ginecològiques de la planta; mentre que Chamomilla del grec chamaemelum, poma de terra, fa referència a l'olor que desprèn.

## Morfologia

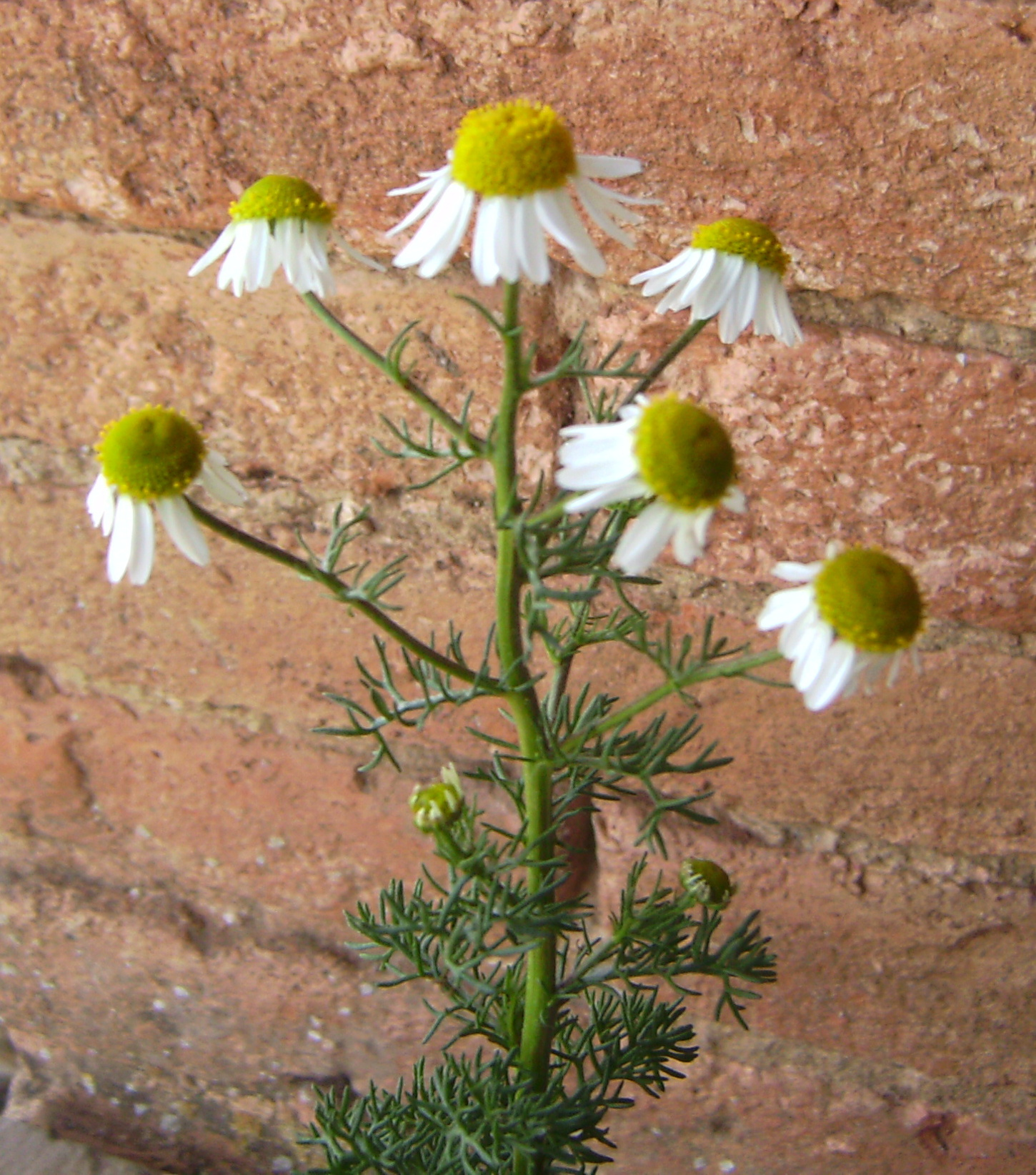
Matricaria recutita florida

És una planta herbàcia anual que fa de vint a quaranta centímetres d'alçada. L'arrel és axonomorfa, té una tija cilíndrica, erecta i ramificada, molt aromàtica. Les fulles sèssils es troben alternades, són d'un color verd intens, poden ser pinnades, bipinnades i tripinnades, amb l'àpex estret i espinós. Els folíols són lineals i petits.
És un planta hermafrodita. Les nombroses branques secundàries acaben en un capítol floral, els capítols s'uneixen a la tija per un llarg peduncle. Presenten una mida d'un centímetre a un centímetre i mig de diàmetre. Posseeixen un receptacle cònic, buit i mancat d'esquames, que permet diferenciar-la de la camamilla vulgar. Presenta un involucre format per d'una a tres fileres de bràctees ovalanceolades. Les flors del disc són molt nombroses, tubulars, petites (dos mil·límetres i mig de longitud), de color groc i amb cinc dents petites. Presenten al seu interior cinc estams soldats per les anteres, que envolten el gineceu marró fosc. Les flors del radi, de 12 a 20, són ligulades, blanques, femenines i amb tres dents. Tenen unes mides de deu mil·límetres de longitud i dos de gruix.
Al microscopi es poden observar llargs pèls tectors en la superfície de les bràctees i pèls glandulars en la base dels pètals, sobretot a les flors tubulars.
Els fruits són petits aquenis, llisos en la cara externa i amb cinc costelles en la cara interna. Són aromàtics i tenen un sabor amarg.
Els capítols florals i la seva essència s'utilitzen per les seves virtuts medicinals.

## Ecologia

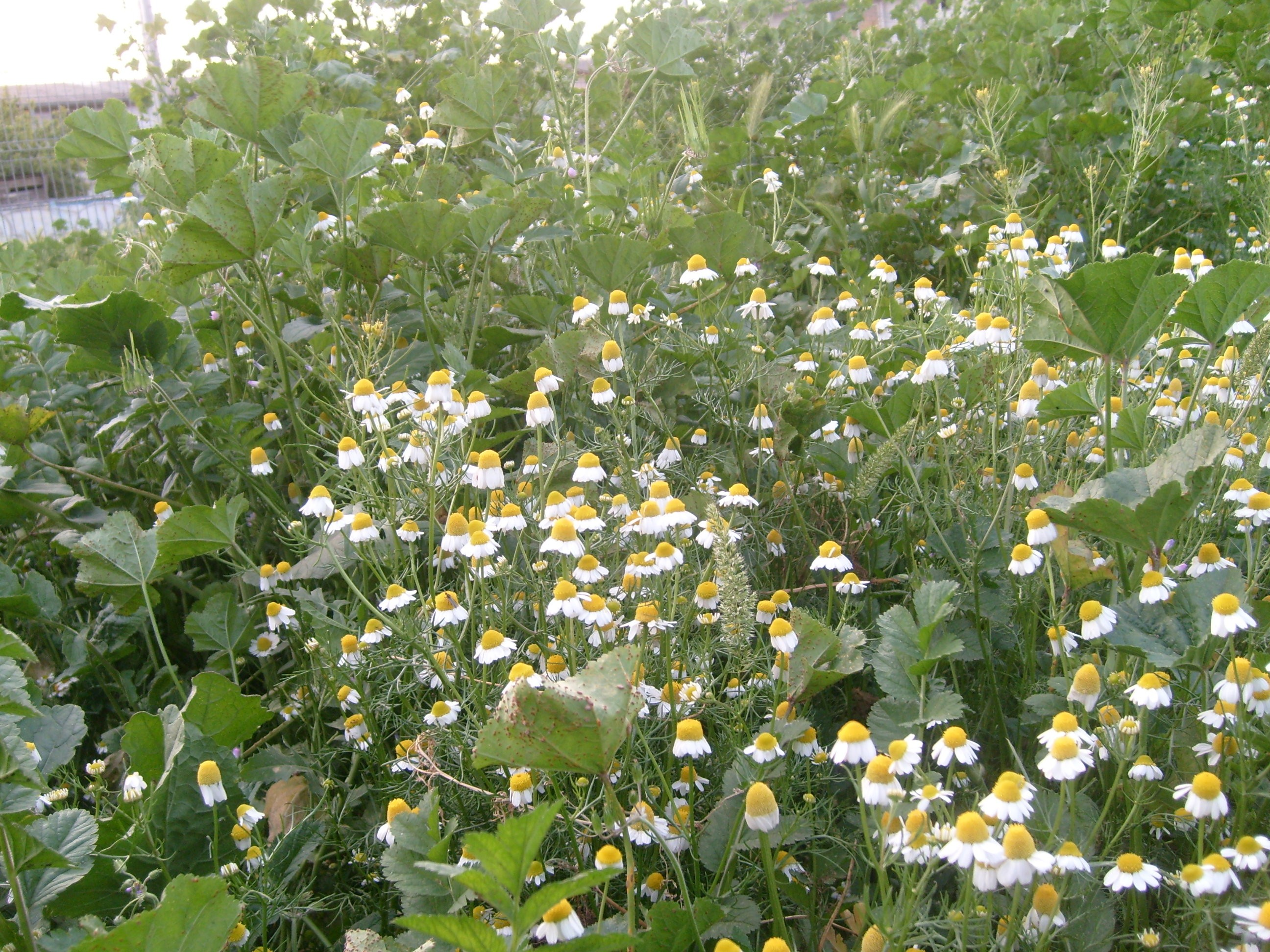
Camamilla

Prospera bé en climes temperats, relativament humits. Creix amb facilitat en sòls ben drenats i amb suficient sol. Resisteix a les glaçades, l'escassesa de nutrients i a l'acidesa del sòl.

### Condicions de creixement i reproducció
L'espai que hi ha d'haver entre les plantes perquè tinguin un bon creixement ha de ser de 15 a 30 cm. La camamilla no necessita grans quantitats de fertilitzants tot i que, depenent del sòl, és bo afegir petites quantitats de nitrogen, fosfor i potassi abans de plantar-la.
Molts dels nutrients que necessita la Matricaria chamomilla per créixer i reproduir-se són:
- C = Carboni 430,000 ppm
- H = Hidrogen 60,000 ppm
- O = Oxigen 430,000 ppm
- P = Fòsfor 2,000 ppm
- K = Potassi 10,000 ppm
- N = Nitrogen 8,500 ppm
- S = Sulfur 1,000 ppm
- Ca = Calci 5,000 ppm
- Mg = Magnesi 2000 ppm

## Farmacologia

### Composició química
- Olis essencials. (0,4-1,5%). És un oli essencial de color blau, que amb el temps pot passar a verdós o marró. Els seus components principals són l'alfa-bisabolol i els òxids de bisabolol A, B i C (junts formen el 50% de l'essència) i l'òxid de bisabolona. També presenta monoterpens com beta-trans-farnescè i el cardinè, i sesquiterpens com el chamazulè (1-15%, derivat de la matricana per saponificació, deshidratació i descarboxilació).
- Flavonoides (8%). Hi ha quantitats importants d'apigenina (0,3-0,5%) i 7-O-glucócid (6%). També petites quantitats de luteolina, crisoeriol, quercitrina, isoramnetina, rutina, hiperòsid, jaceidinem, crisospenol, crisosplenetina.
- Lactones sesquiterpèniques. Matricina, matricarina.
- Glúcids. Conté una quantitat important de mucílags (10%)
- Cumarines. Apareixen hidroxicumarines (0,1%) com la camilina, que és una barreja d'umbel·liferona i el seu èster metílic herniarina.

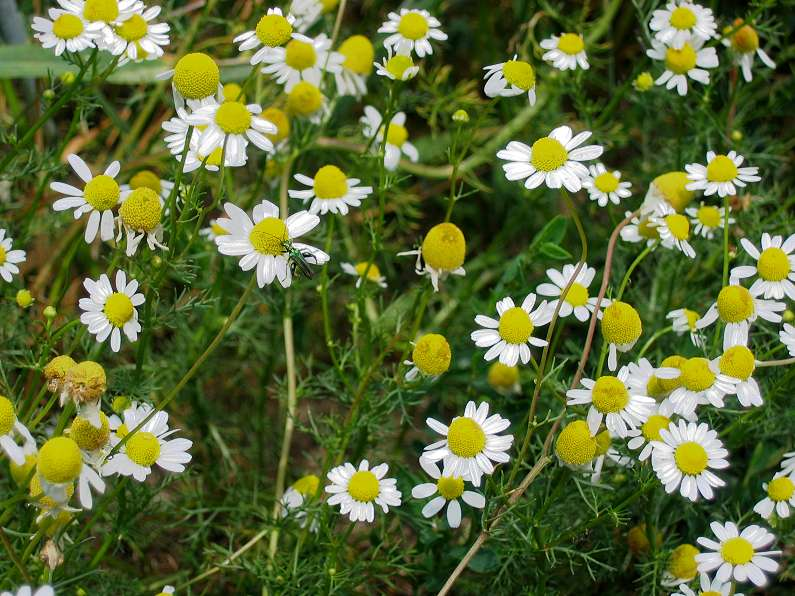
Flors

- Àcids fenòlics.
- Sals minerals (8-10%).
- Tanins

### Accions farmacològiques
La camamilla s'utilitza com antiinflamatori, espasmolític, carminatiu i digestiu. Aquestes accions han sigut demostrades en diverses ocasions i nombrosos models experimentals en animals així com assajos clínics. Aquesta planta actua tant en un ús extern com intern.
Els principals grups d'indicacions per a l'ús intern de la droga són:
- Digestiva, hepàtica, biliar, antiespasmòdica i carminatiu: Per la seva condició de protector i reparador de la membrana gàstrica és molt adequada en totes aquelles afeccions en les quals està afectat algun òrgan de l'aparell digestiu, afavoreix les digestions difícils i ajuda a expulsar els gasos, de la mateixa manera, és interessant en casos d'espasmes intestinals. Igualment és molt adequada en casos d'úlcera gàstrica, gastritis, diverticulosi, diverticulitis, còlics, etc. L'azulè, pel seu valor antiulcerós, la jaceidina i l'àcid gentísic, com a antiespasmòdics, però sembla que és el bisabolol el component que presenta el major valor antiinflamatori i reparador. També cal mencionar el valor d'aquesta planta com a colagog: estimula la producció de la bilis, i hepàtica, protegint-lo.[10][11]
- Anti-colesterol: la presència de colina ajuda a eliminar els greixos de la sang que ajuden a disminuir el colesterol en les artèries, prevenint l'arterioesclerosi, la degeneració de la vesícula biliar i els ronyons.
- Emmenagog: Facilita la menstruació, evitant els dolors corresponents. Igualment resulta útil per combatre els espasmes que es produeixen en la síndrome premenstrual o durant la menstruació.
- Sedant: En casos de nerviosisme o insomni, és interessant prendre infusions de flors seques. Al tenir propietats sedants suaus és adequada per alleujar els efectes físics de naturalesa psicosomàtica produïts per la depressió, com poden ser palpitacions, acidesa, mal de cap, etc.
- Diürètic suau: afavoreix l'eliminació de líquid del cos, millora l'eliminació d'aigua i toxines, especialment l'àcid úric.

Per a l'ús intern s'administra mitjançant: infusions, olis essencials, pols, extractes fluids i secs, tintures i xarops.
Externament, la camamilla s'utilitza per:
- Afecció de la pell: la riquesa en mucílags li confereix un valor reparador de les afeccions de la pell. La gran presència de components amb propietats antisèptiques i vulneraries la fan molt convenient en la cura i reparació de les afeccions de la pell: grans, talls, ferides, butllofes, dermatitis, etc. S'aplica mitjançant compreses molles sobre la part afectada, els banys es realitzen amb una infusió carregada de flors seques.
- Xampú per al cabell: la camamilla té propietats beneficioses per al cabell, ajuda a eliminar la picor, la descamació en eliminar els bacteris que s'hi troben. Per altra banda, des d'un punt de vista estètic, aclareix el cabell i el deixa més brillant.
- Ulls: utilitzada en casos de conjuntivitis, al·lèrgies, ulls cansats, mussols, miopia, hipermetropia, etc. La presència de diversos components antiinflamatoris i antisèptics, la fan especialment adequada com a col·liri natural. No administrar en casos de conjuntivitis al·lèrgica.
- Inflamacions de les vies respiratòries superiors: Es fan una sèrie d'inhalacions.
- Inflamació de la zona ano-genital: Es fan banys i rentats.

Per a un ús extern s'administra mitjançant infusions (s'aplica en forma de compreses, locions, xampús...)

### Usos medicinals
Usos aprovats per la Comissió E del Ministeri de Sanitat alemany:
- Dispèpsies.
- Tos improductiva.
- Bronquitis.
- Refredat comú.
- Febre.
- Dermatitis.
- Conjuntivitis.
- Lesions cutànies.
- Cremades.
- Estomatitis.
- Faringitis.

També s'utilitza com a:
- Sedant nerviós: És molt útil en casos d'histèria, convulsions infantils, dolors neuràlgics, i molt especialment en dolors menstruals (dismenorrea).
- Sistema digestiu: Fa un efecte estimulant de les secrecions digestives; posseeix propietats digestives i calmants, és útil en cas d'inflamació o congestió hepàtica, en diarrees i còlics.
- Ginecologia: A banda de la ja esmentada dismenorrea també s'utilitza en falta de menstruació (amenorrea). Les irrigacions vaginals amb una infusió és un remei molt usat en la medicina popular.
- Antiinflamatori: Molt usat en el tractament de l'úlcera gàstrica.
- Cardiologia: Té un efecte sedant discret.

En usos tradicionals:
Tractament de la diarrea, úlcera pèptica, aerofàgia, insomni, nerviosisme, ansietat. També s'ha utilitzat per via tòpica per al tractament d'hemorroides, furóncols, abscessos o acne.

### Toxicitat
No s'han descrit reaccions adverses a les dosis terapèutiques recomanades. En altes dosis, en tractaments crònics especialment sensibles es poden produir alteracions oculars (conjuntivitis al·lèrgiques); al·lèrgies dermatològiques digestives i, en rares ocasions, (estomatitis, trastorns del gust...).

### Preparacions
- Infusió de flors: Una cullerada de te per cada tassa d'aigua.
- Tintura: D'1 a 30 gotes. Per a ús extern es posen dos cullerades per tassa.
- Tintura mare: 30 gotes tres vegades al dia
- Extracte fluid: Una cullera de cafè per tassa d'aigua.
- Tisana antiespasmòdica: Barrejar a parts iguals camamilla, valeriana, melissa i menta.
- Oli de camamilla: Extracte fluid, 20 g; oli d'oliva, 80 g.